# Kimmkiel

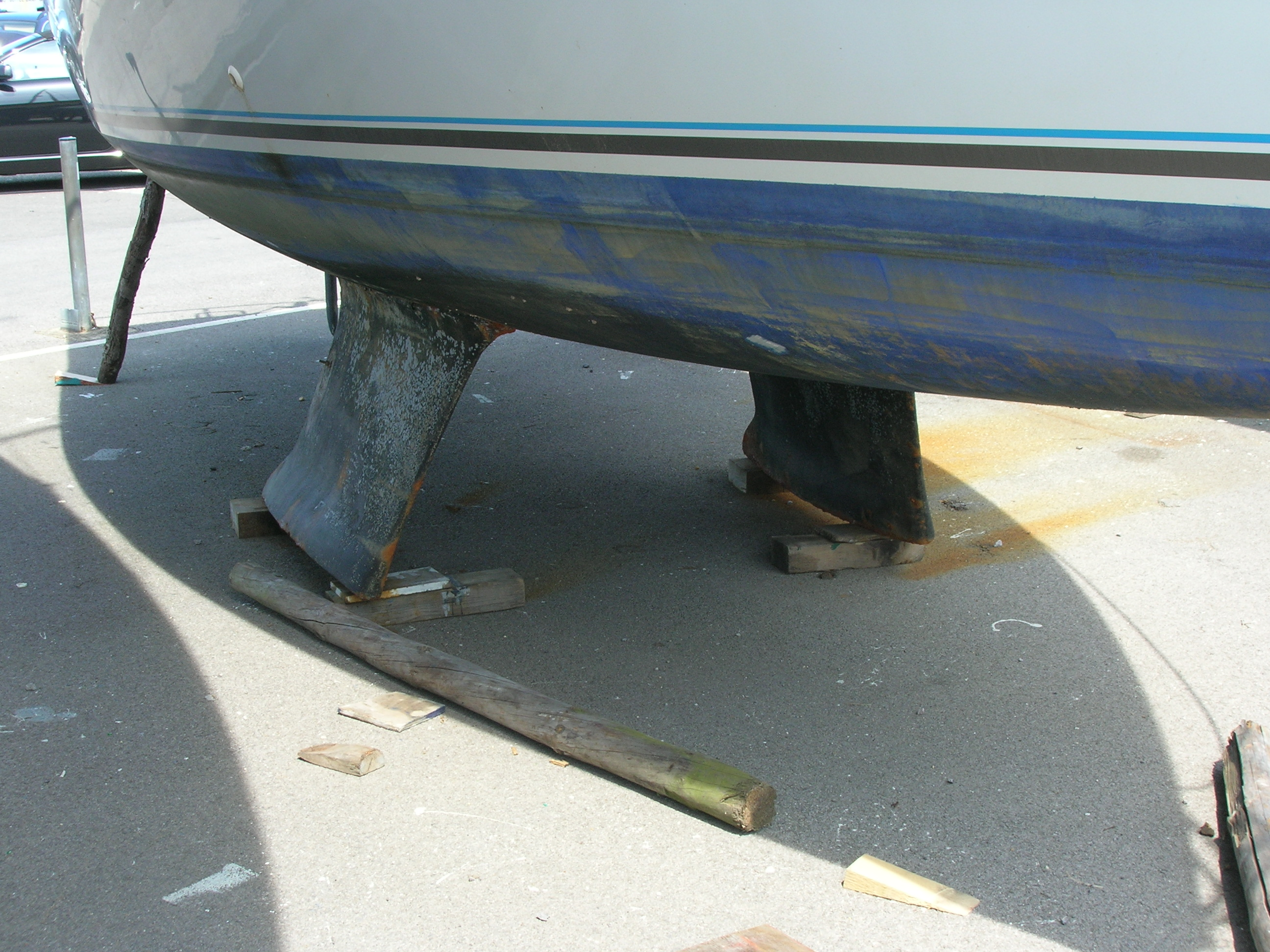
Unterwasserschiff einer Segelyacht mit Kimmkielen

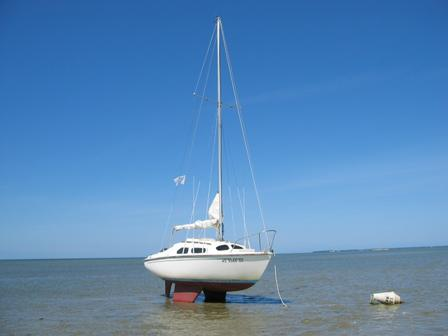
Yacht Typ Hurley 22 mit Kimmkielen, trockengefallen bei Ebbe

Ein Kimmkiel ist eine Sonderform des Kiels, des unter dem Rumpf einer Segelyacht angebrachten Ballastkörpers, der dieser Gewichtsstabilität verleiht und damit Krängung, Abdrift und Kentern verringert oder verhindert. Er besteht aus einem Paar beidseitig der Mittschiffslinie angebrachter, kurzer Kielflossen.
Da Kimmkieler, Yachten mit Kimmkielen, trockenfallen können, ist dieser Bootstyp im Wattenmeer und in Küstengewässern mit großem Tidenhub beliebt. Kimmkiele ermöglichen zudem einen geringeren Tiefgang, weshalb sie neben Schwenkkielen, Hubkielen und Kielschwerten in Bootstypen für Flachwasserreviere eingesetzt werden. Wie die vorgenannten Kielformen erleichtern Kimmkiele auch den Schiffstransport auf einem Trailer.

## Kimmkieler, Doppelkieler und Dreikieler
Man unterscheidet zwischen Kimmkieler und Doppelkieler:
Beim Kimmkieler ist der Hauptballast mittschiffs, in einem zentralen Flachkiel, untergebracht.
Beim Doppelkieler befindet sich der Ballast allein oder überwiegend in den Kielflossen.

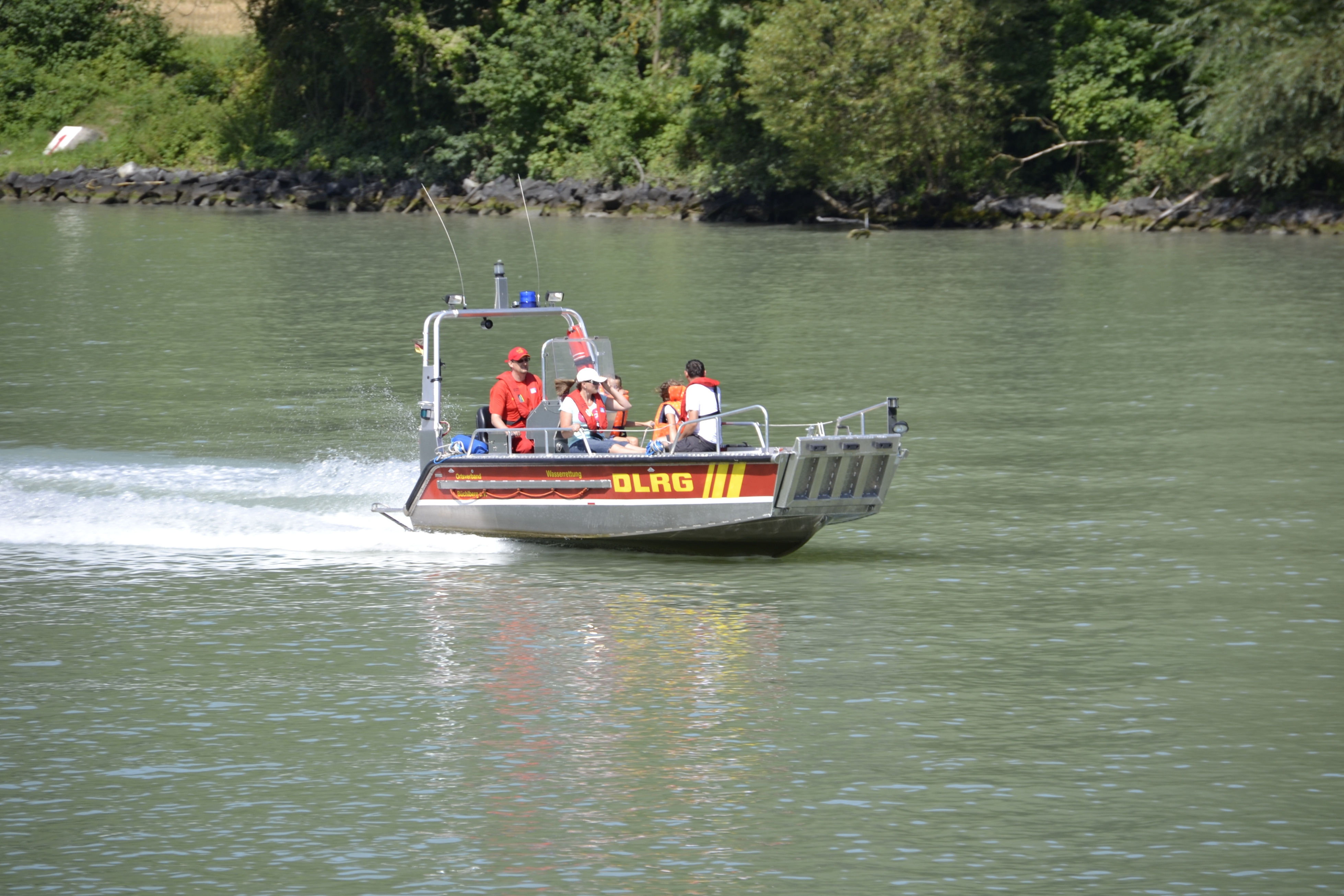
3-Kieler

Dreikieler sind Schiffe mit einem Mittelkiel und zwei seitlichen Kimmkielen. Insbesondere bei flachen Motorbooten werden drei über die ganze Rumpflänge reichende Kiele gebaut, die dem Schiff Querstabilität verleihen, die bei Arbeitsschiffen in Binnen- und Küstengewässern (Rettungsboot, Fischerboot) wichtig sind.
Bei Segelschiffen sind Dreikieler selten. Der mittlere Kiel dient als Ballast. Die seitlichen Kielflossen vergrößern bei Krängung die Lateralfläche. Wenn sie entsprechend profiliert sind, bewirken die Kielflossen bei Am-Wind- oder Halbwindkurs einen hydrodynamische Auftrieb nach Luv und verringern so die Krängung, beziehungsweise vergrößern die relative Segelfläche.

## Hydrodynamischer Auftrieb
Durch eine Profilierung der Kiele und ihre optimale Anordnung in der Kimm des Rumpfes kann hydrodynamischer Auftrieb nach Luv erzeugt werden, wenn auf einem Am-Wind- oder Halbwindkurs gesegelt wird. Dieses Prinzip hat 1986 erstmals der deutsche Bootskonstrukteur Helmut Stöberl bei der Bootsklasse Fighter angewandt.